# Нетце
Нетце (нем. Neetze) — община в Германии, в земле Нижняя Саксония.
Входит в состав района Люнебург. Подчиняется управлению Остайде. Население составляет 2608 человек (на 31 декабря 2010 года). Занимает площадь 26,84 км².
Коммуна подразделяется на 4 сельских округа.